# Halimium ocymoides
Halimium ocymoides là một loài thực vật có hoa trong họ Nham mân khôi. Loài này được (Lam.) Willk. mô tả khoa học đầu tiên năm 1878.

## Hình ảnh

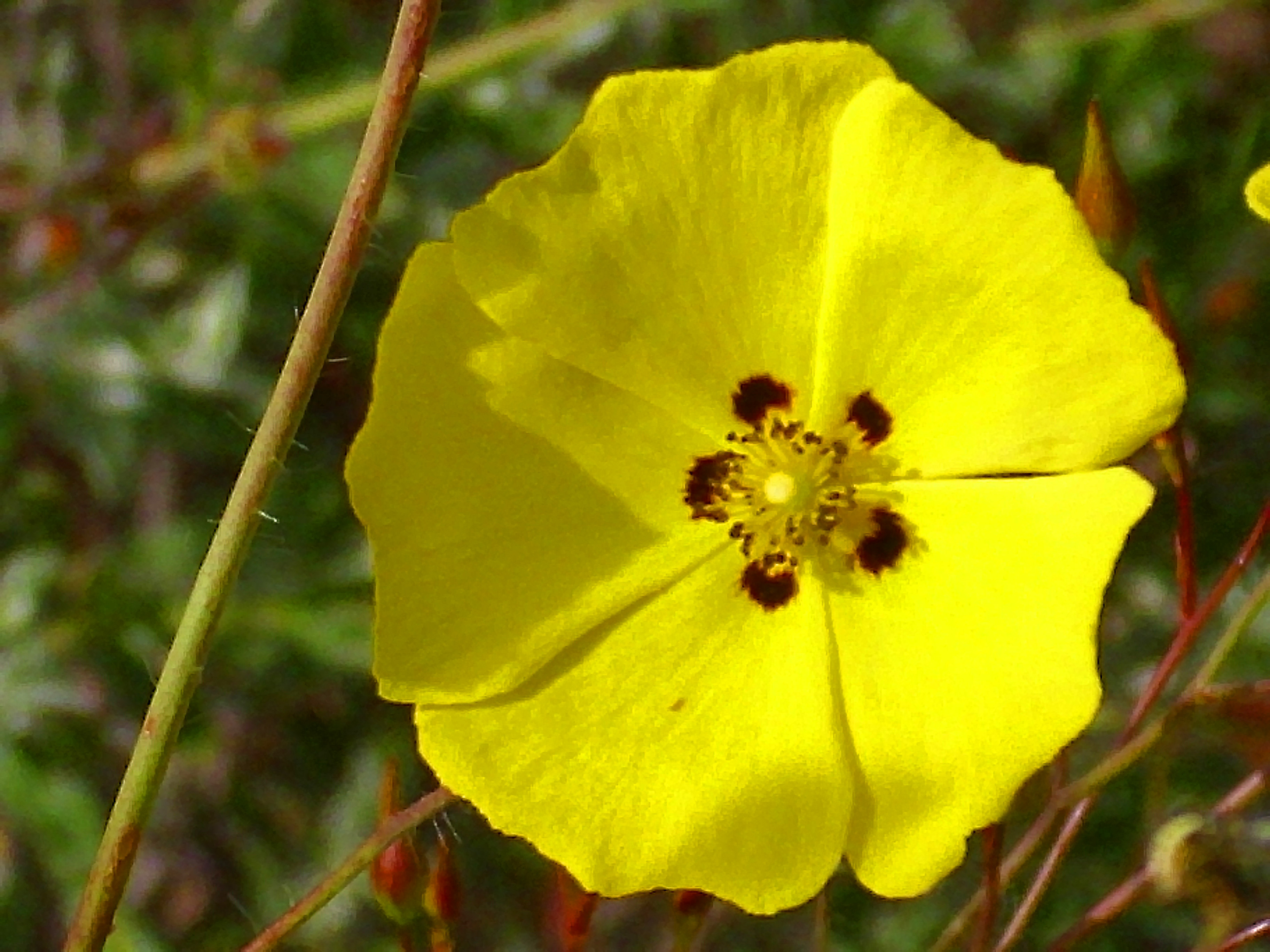
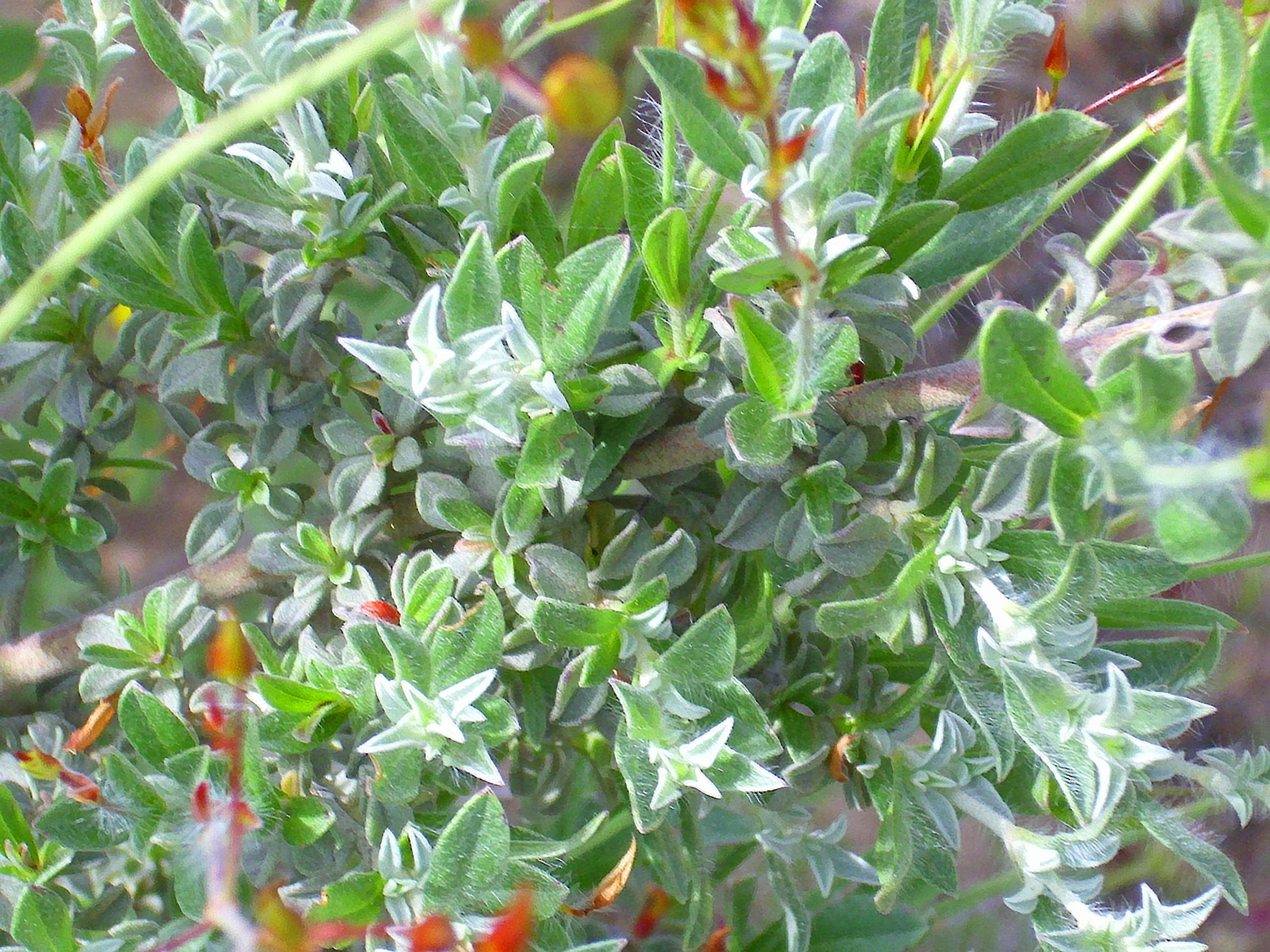
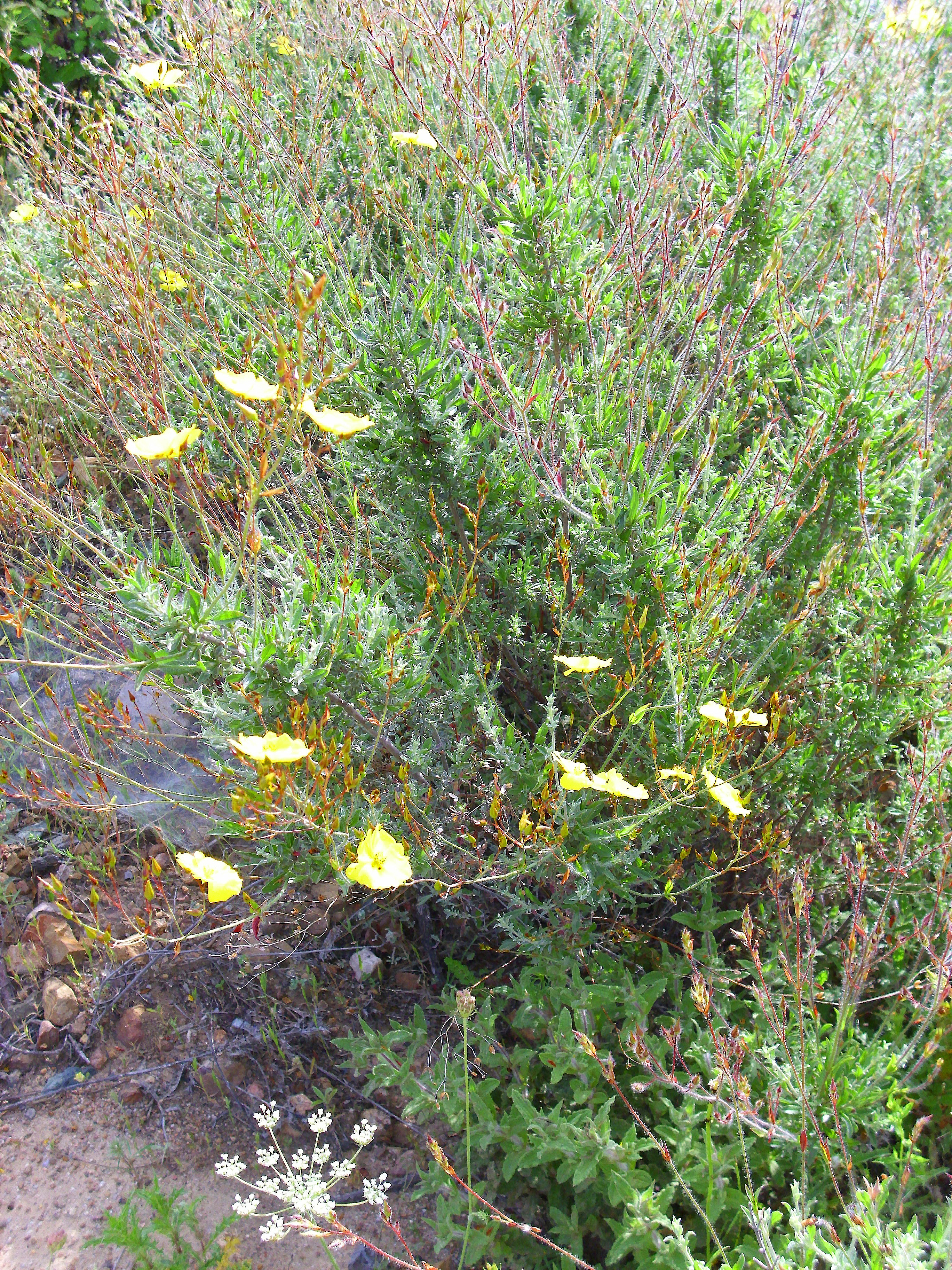
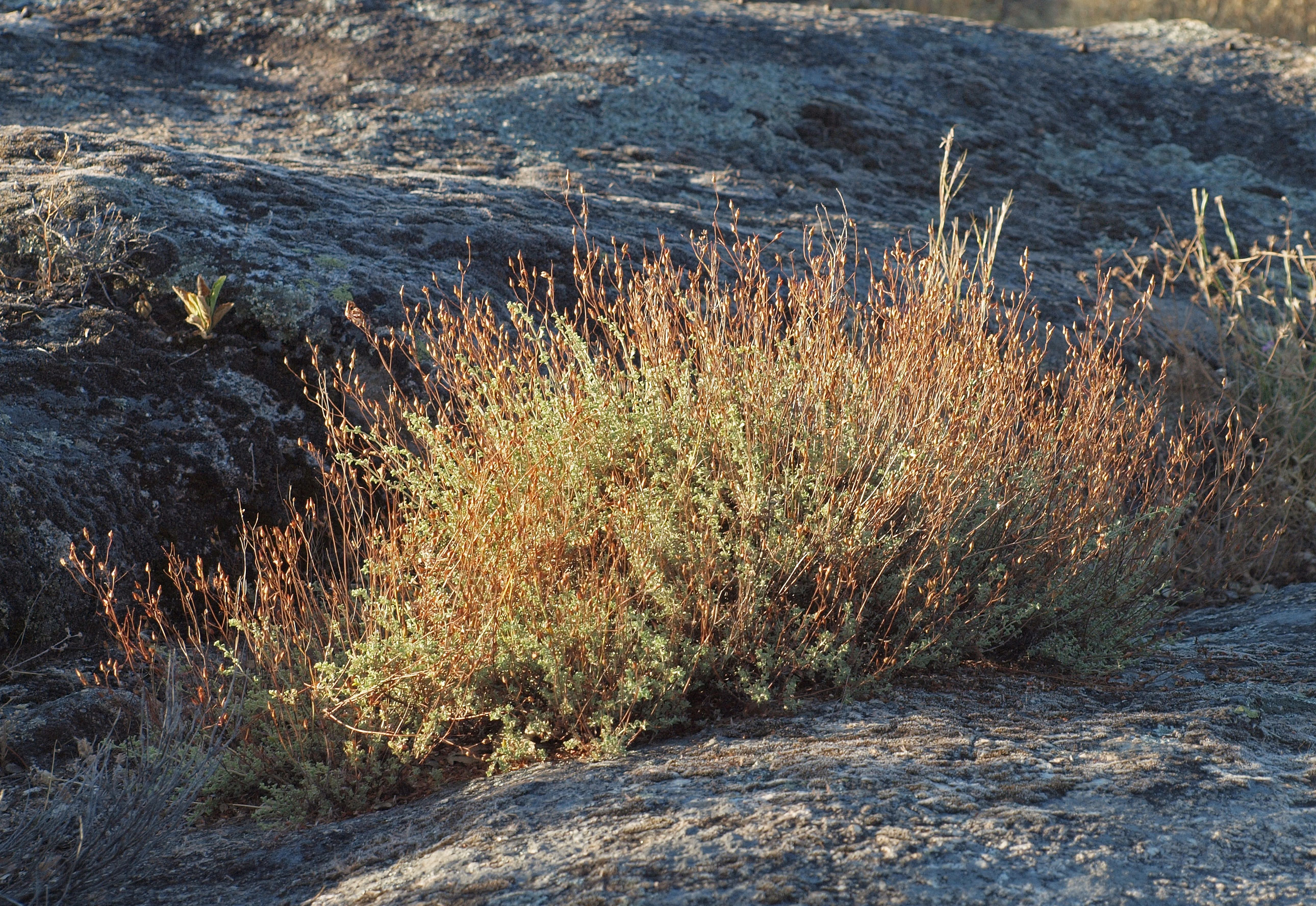